# Laodracon carsticola
Laodracon carsticola (лат.) — вид агамовых ящериц подсемейства Draconinae. Единственный вид в роде Laodracon Brakels, Sitthivong, Wang, Nguyen & Poyarkov, 2023. От представителей близких родов Diploderma и Pseudocalotes отличается сильно расширенным основанием хвоста. Обитает в центральном Лаосе на известняковых карстовых пиках. Известен по двум самцам, пойманным в 2022—2023 гг.

## Описание
Средних размеров ящерицы с длиной тела без хвоста около 10 см. Длина хвоста около 20 см. Задние ноги длинные и тонкие. Голова относительно широкая, с горловым мешком, от шеи снизу отграничена поперечной складкой. Барабанная перепонка хорошо видна. Вдоль хребта на шее и спине проходит гребень из относительно коротких и толстых чешуй. Вокруг середины тела 34 поперечных ряда сильно килеватых чешуй. Преанальные или бедренные поры отсутствуют. Основание хвоста сильно расширено, с килеватыми чешуями, при этом чешуи на спинной и брюшной сторонах хвоста увеличены. Тело сверху чёрное с тремя белыми поперечными полосами из крупных пятен и точек. Горло с тонким тёмно-серым рисунком и синим пятном.

## Ареал
Известен из единственного местонахождения в центральном Лаосе в провинции Кхаммуан на известняковых массивах из карстовых пиков. Возможно обитает в соседних карстовых ландшафтах центрального Лаоса и приграничных районов Вьетнама.

## Образ жизни
О биологии вида известно мало. Обитает на вершинах карстовых пиков (30-70 м высотой), редко спускаясь на землю. По словам местных жителей, вид наиболее активен поздним утром и поздним вечером. Питается предположительно муравьями, в массе встречающихся на известняковом массиве.